# Устье-Городищенское
Устье-Городищенское — деревня в Нюксенском районе Вологодской области.
Входит в состав Нюксенского сельского поселения, с точки зрения административно-территориального деления — в Березовский сельсовет.
Расстояние до районного центра Нюксеницы по автодороге — 25 км. Ближайшие населённые пункты — Олешковка, Дунай, Березово.
По переписи 2002 года население — 65 человек (27 мужчин, 38 женщин). Преобладающая национальность — русские (95 %).